# Centres sociaux d'extrême droite

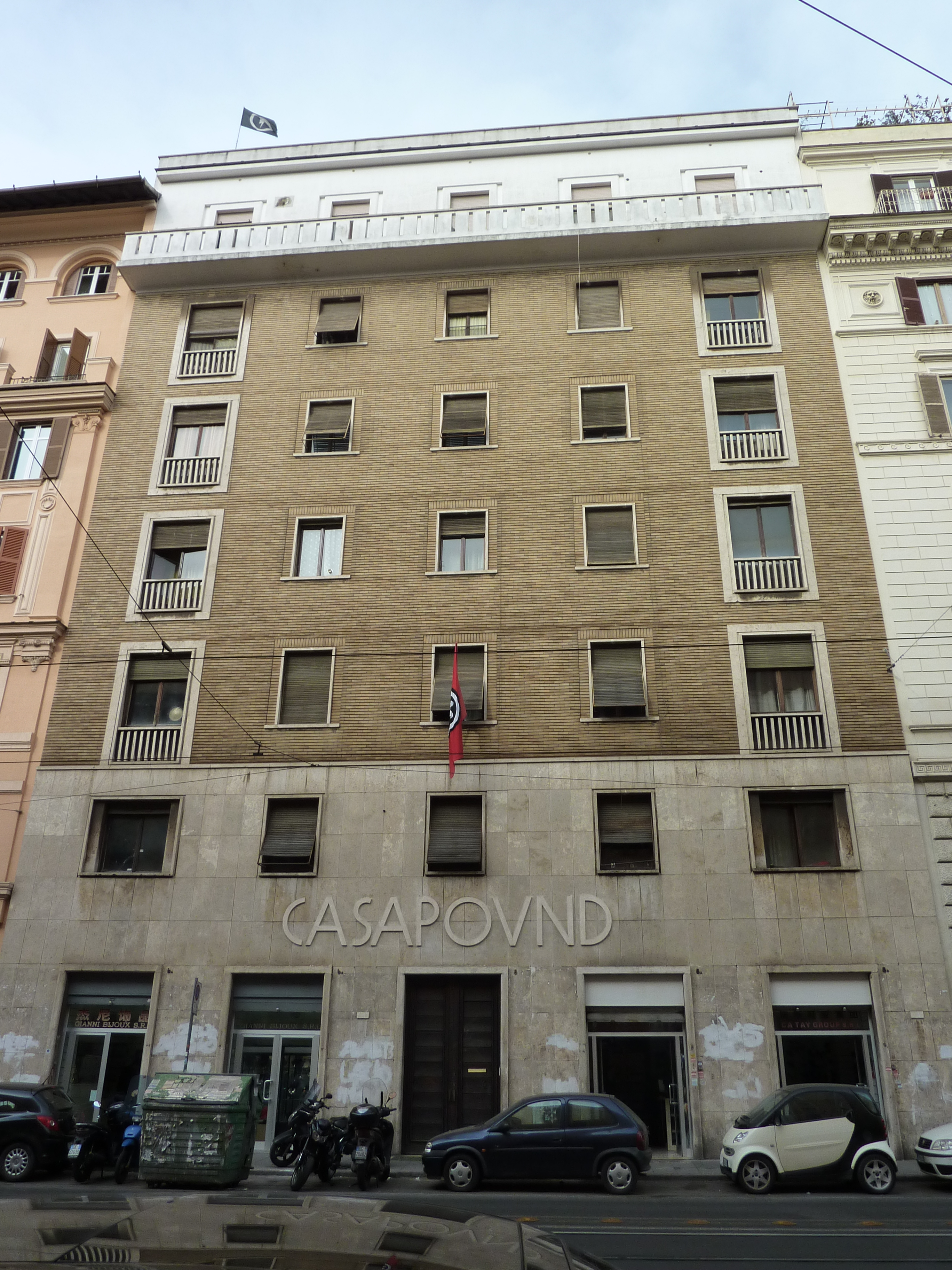
Le siège de CasaPound à Rome.

Les centres sociaux d'extrême droite sont des centres sociaux qui se développent principalement dans les années 1990 en Italie. À cette période, les jeunes d'extrême droite et néo-fascistes commencent à occuper des bâtiments situés principalement dans les régions de Rome et de la province pour faire concurrence aux centres sociaux de gauche, influents dans les années 1960.
Les centres sociaux néo-fascistes sont nés à Milan et à Rome au début des années 1970, lorsque les jeunes néo-fascistes ont critiqué la direction et le modèle promu par ces groupes. Au milieu des années 1990, certains groupes d'extrême droite de Rome tentent d'imiter leurs pairs de gauche en occupant des places publiques, trouvant l'appui des partis et factions politiques d'extrême droite et créant des centres de jeunesse pour néo-fascistes. Par la suite, des centres sociaux inoccupés seront ouverts, mais gérés régulièrement conformément à la loi.
Le phénomène s’inspire de la pratique analogue précédemment répandue par les mouvements d’extrême gauche, à l’origine des centres sociaux actuellement prévus.

## Evolution du phénomène

### Années 1980
La première tentative d'occupation remonte à 1987, grâce à Fare Fronte. Le lieu est un petit bâtiment situé dans le parc du Colle Oppio, en face du Colisée. L'occupation dure quelques heures, après quoi elle est immédiatement expulsée par la police. Quelques mois plus tard, il y a eu une deuxième tentative d'occupation à la Villa Chigi, à l'intérieur du parc du même nom. De plus, à cette occasion, le bâtiment est dégagé par la police en quelques heures.

### Années 1990

#### Le Bartolo
Le premier centre social qui a résisté assez longtemps a été le Bartolo de Rome, via Bartolucci (dans le quartier de Monteverde), né dans une école abandonnée et occupée par des jeunes du Front de la jeunesse en décembre 1990. Il devient un point de référence pour la jeunesse de l'organisation de jeunesse du MSI, grâce aux activités de commémoration organisées pour l'anniversaire du massacre d'Acca Larentia.
L’expérience de Bartolo se termine quelques mois plus tard, à l’automne 1991, lorsqu'un grand groupe d’occupants adhère au Meridiano Zero, un mouvement politique qui jusqu’en 1993 (année de sa dissolution) sera un pôle d’attraction pour certains jeunes néo-fascistes romains.

#### PortAperta
Dans le panorama romain, l'occupation ultérieure d'un bâtiment a eu lieu le 1er juillet 1998 dans la région de San Giovanni in Laterano. Au centre sera donné le nom de PortAperta. Les animateurs de cette initiative sont politiquement loin d’AN qui, après la prétendue percée de Fiuggi, a supplanté le MSI. Le caractère extrémiste du groupe qui tourne autour du centre est mis en évidence par l'organisation d'un concert commémoratif en l'honneur d'Alessandro Alibrandi (qui fût au sommet des NAR, groupe armé des années de plomb italiennes), à l'occasion du dix-septième anniversaire de son décès, le 5 décembre 1998.
Le 1er mai 1999, PortAperta a été le théâtre d'affrontements violents entre les occupants et des services de police rapides, à l'occasion d'un "contre-concert" organisé en réponse au concert traditionnel (organisé par la CGIL, la CISL et l'UIL). Les affrontements ont vu les militants néo-fascistes lancer des cocktails Molotov contre les agents, qui ont répondu par des dizaines de gaz lacrymogènes. Pour le moment, ils ne mènent à aucune arrestation, mais le 26 octobre, 30 perquisitions et 17 arrestations de jeunes appartenant au centre social (non validées par la suite par le tribunal) ont lieu. Cet épisode marque la fin de l'expérience de PortAperta.

#### Années 2000
Dans les années 2000, le phénomène a retrouvé sa force et sa cohérence avec deux courants principaux appartenant à CasaPound:
•Métiers non conformes (CNI): métiers dans lesquels sont menées des activités sportives, culturelles, de solidarité et politiques. Les activités que les promoteurs définissent sont loin du modèle le plus connu de centres sociaux autogérés.
•Occupations à des fins de logement (OAS): occupations qui, en plus de présenter toutes les caractéristiques de l'activisme culturel et politique de l'ONC, ont pour objectif principal de fournir un logement aux occupants.
Le phénomène s'est principalement produit à Rome.

### Les occupations romaines
Aux portes de Rome, via Tiberina 801, l'expérience de CasaMontag commence le 12 juillet 2002. CasaMontag, toujours occupée, est le premier ONC. Gianluca Iannone est chargé de promouvoir cette initiative et deviendra le symbole des "occupations noires".
Iannone, ancien représentant de diverses organisations d'extrême droite (du Front de la jeunesse Acca Larenzia au Movimento Politico de Maurizio Boccacci) a créé un groupe de "musique non conforme": Zetazeroalfa. Iannone a d'abord théorisé les professions des immeubles à temps plein dans le but de favoriser l'agrégation d'un type de logement identifiant.

## En France
En France, des membres du GUD lyonnais ont occupé en 2017 une structure abandonnée. De par cette occupation naquit le Bastion social. Le BS n'a pas pu occuper plus d'une semaine la structure car la police est intervenue.
En 2019, le Bastion social occupe plusieurs maisons de la commune d'Entzheim afin d'en faire un foyer « pour les Français les plus démunis ». Les bâtiments appartenaient à la mairie et étaient vide en attendant une prochaine rénovation, les militants nationalistes ont rapidement été évacués par la gendarmerie après le signalement de leur présence par un agent municipal.
En 2020 à Angers, le mouvement identitaire L'Alvarium revendique l'occupation d'un immeuble vacant depuis 2018 pour y loger des personnes sans domicile fixe. Le passage d'un huissier en septembre 2020 révèle l'occupation et L'Alvarium assume l'acte et y déploie des banderoles « La France aux Français » et « Logement : appliquons la préférence nationale ». Le squat est finalement fermé à la fin du mois par le tribunal judiciaire d'Angers.

## Ailleurs enEurope
Dans d'autres pays européens, des mouvements inspirés par CasaPound ont tenté l'occupation de bâtiments comme la Casal Tramuntana et Hogar Social,en Espagne, Haus Montag en Allemagne et La Maison Cosaque (en ukrainien Козацький Дім) en Ukraine,.